# 児童の遊びを指導する者
児童の遊びを指導する者（じどうのあそびをしどうするもの）とは、児童館や放課後児童クラブに勤務し、児童の自主性・社会性・創造性の育成に資する者。保護者の子育て支援や、地域の子育て環境づくりも職務に含まれる。

## 概要
かつては「児童厚生員」と呼ばれ、子どもの「生（生活・人生・life）」を「厚くする（豊かにする）」者という意味合いの用語であった。しかし、行財政改革による規制緩和のあおりを受け、1998年（平成11年）度から、「児童の遊びを指導する者」へ名称変更された。
しかし、一般財団法人児童健全育成財団（通称・育成財団）では、「児童の遊びを指導する者」が行う業務が幅広く、名称が実態を超える状態になっているとして、「児童厚生員」に復するか、実態に合った新名称のいずれかに名称を変更するよう、関係省庁などに陳情を行っている。
なお、放課後児童クラブ職員については、「放課後児童健全育成事業の設備及び運営に関する基準」（平成26年厚生労働省令第六三号）施行に基づき、2015年（平成27年）4月からは有資格者が「放課後児童支援員」と規定されたため（無資格者は、経過措置が切れる令和2年4月1日以降は支援員に対する補助員）、「児童厚生員」あるいは「児童の遊びを指導する者」は、児童館職員に対して用いられることが一般的である（児童館等が、放課後子ども教室事業を兼ねている場合は、他の職名を付される場合もある）。

## 法的根拠規定
児童の遊びを指導する者は、任用資格として、以下の要件のいずれかを満たしていなければならない（児童福祉施設の設備及び運営に関する基準（昭和23年厚生省令第六三号）より）。
（職員）　

```
第三十八条 
児童厚生施設
には、児童の遊びを指導する者を置かなければならない。
:2 児童の遊びを指導する者は、次の各号のいずれかに該当する者でなければならない。
::一 地方厚生局長等の指定する
児童福祉施設
の職員を養成する学校その他の養成施設を卒業した者
::二 
保育士
の資格を有する者
::三 
社会福祉士
の資格を有する者
::四 
学校教育法
の規定による
高等学校
若しくは
中等教育学校
を卒業した者、同法第九十条第二項の規定により大学への入学を認められた者若しくは通常の課程による十二年の学校教育を修了した者（通常の課程以外の課程によりこれに相当する学校教育を修了した者を含む。）又は文部科学大臣がこれと同等以上の資格を有すると認定した者であつて、二年以上児童福祉事業に従事したもの
::五 学校教育法の規定により、
幼稚園
、
小学校
、
中学校
、
義務教育学校
、高等学校又は中等教育学校の
教諭
となる資格を有する者
::六 次のいずれかに該当する者であつて、児童厚生施設の設置者（地方公共団体以外の者が設置する児童厚生施設にあつては、都道府県知事（指定都市にあつては、市長とし、児童相談所設置市にあつては、児童相談所設置市の市長とする。以下同じ。））が適当と認めたもの
:::イ 学校教育法の規定による大学において、心理・教育・社会・芸術・体育のいずれかに関する学部・学科・専攻を卒業した者
:::ロ 学校教育法の規定による大学において、心理・教育・社会・芸術・体育のいずれかに関する学部・学科・専攻において優秀な成績で単位を修得したことにより、同法第百二条第二項 の規定により大学院への入学が認められた者
:::ハ 学校教育法の規定による大学院において、心理・教育・社会・芸術・体育のいずれかに関する研究科を修了した者
:::ニ 外国の大学において、心理・教育・社会・芸術・体育のいずれかに関する学部・学科・専攻を卒業した者
```

（遊びの指導を行うに当たつて遵守すべき事項）　

```
第三十九条 児童厚生施設における遊びの指導は、児童の自主性、社会性及び創造性を高め、もつて地域における健全育成活動の助長を図るようこれを行うものとする。
```